# 山口晃司
山口 晃司（やまぐち こうじ、1989年5月7日-）は、日本の三味線奏者。愛知県出身。血液型はA型。
愛称は世界最速の三味線奏者。
山口晃司三絃会（三味線教室）会主、野外ファミリーフェス「YAMAFES」発起人。
名古屋市緑区観光大使、名古屋市緑区大高観光PR大使、岐阜県北方町 PR大使、四日市萬古焼アンバサダー、MANIC PANICアンバサダー
愛知芸術文化協会(ANET)最年少会員。

## 来歴
三味線の先生であった祖母を師に、5歳から三味線をはじめる。
三味線の名だたる大会で優勝を総なめ。2009年よりプロの演奏家として活動をはじめる。
明治神宮での高松宮殿下記念世界文化賞　奉納演奏、全国都市緑化祭にて秋篠宮両殿下 御前演奏、台湾公演(台北・台中・台南)、北米ツアー、名古屋市代表アーティストとしてイタリア・トリノにて公演、FIFAクラブワールドカップ2012での演奏や、明治神宮での高松宮殿下記念世界文化賞 奉納演奏、消防音楽隊との委嘱初演作品を演奏などで活躍。
近年では、多感な時期の子どもたちが生の楽器の音や音楽に触れる機会が失われてしまうことを危惧し、「LIVE&PEACE」をテーマに無料の野外音楽ファミリーフェス「YAMAFES」を主宰したり、全国各地での芸術鑑賞会での演奏活動にも力を入れている。
演奏活動以外にも、テレビ番組内BGMやCM音楽、ダンス音楽などの制作も手掛けており、日本の伝統を伝えながらも三味線の新しい可能性を広げるべく挑戦し続けている。
各地でスタンディングオベーションを巻き起こす三味線奏者。

## 作品
- 1stシングル「白と黒」リリース（2013）
- 2ndシングル「紅と白」リリース（2014）
- 3rdシングル「紅と蒼」リリース（2015）
- 1stアルバム「世界へ」リリース（1017）
- 4thシングル「Ales」リリース（1019）
- 5thシングル「Re:action」リリース（2021）
- 6thシングル「南風月」配信リリース（2021）
- 7thシングル「月-LUNA-」配信リリース（2022）
- 8thシングル「SACRAMIX」配信リリース（2023）
- 2ndアルバム「彩」リリース（2023）
- 9thシングル「蒼穹」配信リリース（2023）
- 10thシングル「じょんからUnion」配信リリース（2023）
- アルバム「tOki」リリース (2024)